# لس آنجلس اسپارکس
لس آنجلس اسپارکس (انگلیسی: Los Angeles Sparks) یک تیم حرفه‌ای بسکتبال زنان آمریکایی است که در لس آنجلس مستقر است و در لیگ ملی بسکتبال زنان (WNBA) به عنوان عضوی از کنفرانس غربی رقابت می‌کند. این تیم در سال ۱۹۹۷ تأسیس شد و از همان ابتدا به دلیل حضور بازیکنان برجسته‌ای چون لیسا لزلی و کندیس پارکر شناخته شده است. اسپارکس بدون وابستگی به تیم‌های NBA، همچون لس آنجلس لیکرز و لس آنجلس کلیپرز، فعالیت می‌کند.

## تاریخچه تیم

#### سال‌های اولیه (۱۹۹۷–۲۰۰۰)
تیم لس آنجلس اسپارکس در اولین فصل WNBA در سال ۱۹۹۷ فعالیت خود را آغاز کرد. در اولین بازی این تیم مقابل نیویورک لیبرتی، پنی تولر اولین امتیاز تاریخ لیگ را به دست آورد. اسپارکس در اولین فصل خود به نتیجهٔ ۱۴–۱۴ رسید و اگرچه به پلی‌آف نزدیک شد، اما نتوانست به این مرحله صعود کند. در فصل ۱۹۹۸ نیز این تیم با نتیجهٔ ۱۲–۱۸ از رسیدن به پلی‌آف بازماند. در فصل ۱۹۹۹، اسپارکس با رهبری لیسا لزلی به مرحله پلی‌آف رسید و اولین پیروزی پلی‌آفی خود را کسب کرد، اما در مرحله فینال کنفرانس غربی از تیم هیوستون کامتس شکست خورد. فصل ۲۰۰۰ یکی از موفق‌ترین فصل‌ها برای اسپارکس بود، اما باز هم در مرحله فینال کنفرانس غربی شکست خوردند.

#### قهرمانی‌های پی در پی (۲۰۰۱–۲۰۰۲)
با شروع فصل ۲۰۰۱، اسپارکس به سرمربی‌گری مایکل کوپر به اوج رسید و برای اولین بار قهرمان WNBA شد. در فصل بعد نیز اسپارکس بار دیگر قهرمان لیگ شد و لیسا لزلی به عنوان اولین زن در لیگ WNBA موفق به دانک شد.

#### تلاش برای سه‌گانه (۲۰۰۳)
در سال ۲۰۰۳، اسپارکس در تلاش بود تا سومین قهرمانی متوالی خود را کسب کند، اما در فینال WNBA از دیترویت شوک شکست خورد.

#### سال‌های دشوار (۲۰۰۴–۲۰۰۶)
در این سال‌ها اسپارکس با مشکلات زیادی مواجه شد و اگرچه تیم همچنان به پلی‌آف راه می‌یافت، اما نتوانست به موفقیت‌های قبلی خود دست یابد.

#### دوران دشوار و بازگشت (۲۰۰۷–۲۰۱۵)
در سال ۲۰۰۷، با غیبت لیسا لزلی، اسپارکس به بدترین نتیجه تاریخ خود دست یافت. اما با بازگشت لزلی و انتخاب کندیس پارکر در سال ۲۰۰۸، تیم به مسیر موفقیت بازگشت. اسپارکس در این دوران با چالش‌های مختلفی روبرو بود و اگرچه چندین بار به پلی‌آف رسید، اما موفق به کسب قهرمانی نشد.

#### بازگشت به قهرمانی (۲۰۱۶)
در سال ۲۰۱۶، اسپارکس با ترکیب قوی از جمله کندیس پارکر و نکا اوگومی‌که به قهرمانی WNBA دست یافت و بار دیگر نام خود را در تاریخ لیگ ثبت کرد.

#### دوران کنونی (۲۰۱۷-تا کنون)
اسپارکس همچنان یکی از تیم‌های موفق و رقابتی لیگ WNBA باقی مانده است. این تیم با تغییرات مختلف در کادر فنی و بازیکنان، همواره در تلاش برای کسب قهرمانی‌های بیشتر است.

### بازیکنان برجسته
تیم اسپارکس در طول تاریخ خود بازیکنان برجسته‌ای مانند لیسا لزلی، کندیس پارکر، نکا اوگومی‌که و تیچا پنیچیرو را در ترکیب خود داشته است که همگی نقش مهمی در موفقیت‌های تیم ایفا کرده‌اند.

### مربیان و مالکین
تیم لس آنجلس اسپارکس در طول تاریخ خود تحت سرمربی‌گری مربیان مختلفی قرار گرفته است و مالکین این تیم نیز تغییرات زیادی را تجربه کرده‌اند. از سال ۲۰۱۴، این تیم تحت مالکیت گروهی از سرمایه‌گذاران به رهبری مجیک جانسون قرار دارد.

### آمار و افتخارات
لس آنجلس اسپارکس یکی از موفق‌ترین تیم‌های تاریخ WNBA با ۳ قهرمانی در سال‌های ۲۰۰۱، ۲۰۰۲ و ۲۰۱۶ است. این تیم به‌طور مستمر در پلی‌آف‌های لیگ حضور داشته و همیشه یکی از مدعیان قهرمانی بوده است.